# Marek Stuchlý
Marek Stuchlý (Šumperk, 12 maggio 1975) è un ex cestista ceco.

## Carriera
Con la Rep. Ceca ha disputato i Campionati europei del 1999.

## Palmarès
- Coppa della Repubblica Ceca: 2

Opava: 2001, 2003